# Ivan Zaysev
Ivan Viktorovich Zaysev (ur. 11 listopada 1988 w Taszkencie) – uzbecki lekkoatleta specjalizujący się w rzucie oszczepem.
Startował w finałach mistrzostw Azji w 2007 i 2009. W 2011 zdobył brązowy medal mistrzostw Azji. Nie awansował do finału podczas igrzysk olimpijskich w Londynie. W 2013 został mistrzem Azji oraz był finalistą mistrzostw świata w Moskwie. 
Stawał na podium mistrzostw Uzbekistanu oraz Tajlandii.
Rekord życiowy: 85,03 (17 czerwca 2012, Żukowski). 	 

## Osiągnięcia
| Rok  | Impreza                          | Miejsce        | Pozycja           | Wynik |
| ---- | -------------------------------- | -------------- | ----------------- | ----- |
| 2007 | Mistrzostwa Azji                 | Amman          | 9. miejsce        | 61,14 |
| 2009 | Mistrzostwa Azji                 | Kanton         | 4. miejsce        | 74,37 |
| 2011 | Mistrzostwa Azji                 | Kobe           | 3. miejsce        | 79,22 |
| 2012 | Igrzyska olimpijskie             | Londyn         | el. – 36. miejsce | 73,94 |
| 2013 | Mistrzostwa Azji                 | Pune           | 1. miejsce        | 79,76 |
| 2013 | Mistrzostwa świata               | Moskwa         | 11. miejsce       | 78,33 |
| 2014 | Puchar interkontynentalny        | Marrakesz      | 7. miejsce        | 78,37 |
| 2014 | Igrzyska azjatyckie              | Inczon         | 3. miejsce        | 83,68 |
| 2016 | Igrzyska olimpijskie             | Rio de Janeiro | el. – 26. miejsce | 77,83 |
| 2017 | Igrzyska solidarności islamskiej | Baku           | 2. miejsce        | 78,66 |